# 피터르 판 덴 호헨반트
피터르 코르넬리스 마르테인 판 덴 호헨반트(네덜란드어: Pieter Cornelis Martijn van den Hoogenband, 1978년 3월 14일~)는 네덜란드의 은퇴한 수영 선수이다. 주 종목은 자유형으로 올림픽에 4번 참가하여 금메달 3개, 은메달 2개, 동메달 2개를 획득했다. 특히 2000년 하계 올림픽에서는 2관왕에 올랐다.

## 경력
마스트리흐트에서 태어난 판 덴 호헨반트는 애틀랜타에서 열린 1996년 하계 올림픽에서 18세의 나이로 100미터와 200미터 자유형에서 각각 4위를 기록, 많은 이들을 놀라게 했다. 1999년 유럽 선수권 대회에서 금메달 6개를 획득하여, 시드니에서 열리는 2000년 하계 올림픽에서 오스트레일리아의 이언 소프의 대항마로 기대를 받았다. 시드니 올림픽 200미터 자유형 준결승에서 세계 신기록을 세웠고 소프도 불과 0.02초 뒤진 기록을 세웠다. 숨막히는 결승에서도 준결승에서 세운 기록과 타이를 기록하며 금메달을 따냈다.
판 덴 호헨반트는 100미터 자유형에서도 준결승에서 세계 신기록을 세우며 1992년과 1996년 하계 올림픽 우승자 알렉산드르 포포프를 제치고 금메달을 따냈다. 또 50미터 자유형과, 4 x 200미터 계영(네덜란드 팀의 일원으로)에서 각각 동메달을 추가하였다.
2004년 아테네 올림픽에서는 100미터 자유형에서 금메달, 200미터 자유형에서 은메달, 4 x 100미터 자유형 계영에서 네덜란드팀의 일원으로 은메달을 따냈다.
2008년 베이징 올림픽에서는 100미터 자유형에서 5위를 기록하고 곧이어 은퇴를 선언하였다.